# لف نظيري ضعيف
اللف النظائري الضعيف في فيزياء الجسيمات هو عدد كمي متصل بالقوة النووية الضعيفة، ويوازي فكرة اللف النظائري المرتبطة بالقوة النووية القوية. وعادة ما يرمز للف النظائري الضعيف بالرمز T أو I مع عنصر ثالث يكتب بأحد الرموز التالية: Tz ــ T3 ــ Iz ــ I3‏. اللف النظائري الضعيف هو عنصر لفرط شحنة ضعيف [الإنجليزية]، التي توحد التآثر الضعيف مع التفاعلات الكهرومغناطيسية.
يرتبط قانون حفظ اللف النظائري الضعيف بحفظ T3؛ يجب على جميع التفاعلات الضعيفة أن تحفظ T3. كما أن باقي التفاعلات الأخرى أن تحافظ عليها، ومن ثم فالكمية عموما تكون محفوظة. لهذا السبب T3 أكثر أهمية من T وغالبا مايشير مصطلح «اللف النظائري الضعيف» إلى «المكون الثالث للف النظائري الضعيف».

## العلاقة معاللا تناظرية
الفرميونات ذات لا تناظرية سلبية (وتسمى أيضا الفرميونات يسارية) لديها T‏ = 1⁄2 ويمكن تجميعها في مزدوجات ب T3‏ = 1⁄2± بحيث تتصرف كأنها تحت تآثر ضعيف. فمثلا: الكواركات العلوية (u وc وt) لديها T3‏ = +1⁄2، وتتحول دائما إلى كواركات سفلية (s وd وb) والتي لديها T3‏ = −1⁄2 والعكس صحيح. من ناحية أخرى فإن الكواركات لاتتحلل بضعف إلى كواركات لها نفس T3. وتعمل اللبتونات اليسارية تقريبا نفس الشيء بحيث تظهر في مزدوجات تحتوي لبتونات ذات شحنة (
e−
 و 
μ−
 و 
τ−
) ولديها T3‏ = −1⁄2 ونيوترينو (
ν
e, 
ν
μ, 
ν
τ) ذات T3‏ = 1⁄2.
أما الفرميونات ذات لا تناظر موجب (ويطلق عليها فرميونات يمينية) فلديها T‏ = 0 وتكون نموذج مفرد الذي لا يخضع التفاعلات الضعيفة.
وترتبط الشحنة الكهربية Q باللف النظائري الضعيف T3 وفرط شحنة ضعيف YW بالمعادلة:
{\displaystyle Q=T_{3}+{\frac {Y_{\mathrm {W} }}{2}}.}

## لف نظائري ضعيف وبوزونات W
التماثل المرتبط باللف هو (SU(2 [الإنجليزية]. وهذا يتطلب بوزونات قياسية للتحويل مابين شحنات اللف النظائري الضعيف: بوزونات 
W+
 و 
W−
 و 
W0
. مما يعني أن بوزونات 
W
 لديها T‏ = 1 مع ثلاث قيم مختلفة ل T3
- بوزون 
W+
‏ (T3‏ = +1) ينبعث من التحولات {(T3‏ = +1⁄2) ← (T3‏ = −1⁄2)}.
- بوزون 
W−
‏ (T3‏ = −1) ينبعث من التحولات {(T3‏ = −1⁄2) ← (T3‏ = +1⁄2)}.
- بوزون 
W0
‏ (T3‏ = 0) سينبعث من تفاعلات لا تتغير فيها T3. ولكن وتحت توحيد قوة الكتروضعيفة فإن بوزون 
W0
 سيمتزج مع بوزون فرط الشحنة الضعيف القياسي 
B
، مما ينتج عنه البوزون 
Z0
 المطلوب وفوتون كهروديناميكا الكم.